# Wikipédia em croata

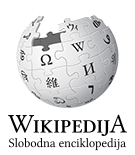
Logotipo da Wikipedia em croata.

A Wikipédia em croata (em croata:  Wikipedija na hrvatskome jeziku) é a versão croata da Wikipédia, iniciado em 16 de fevereiro de 2003.
Esta versão tem 225 531 artigos e um total de 7 175 595 edições. Tem 327 657 contas de usuário registradas, sendo que 503 são ativas (definido como tendo realizado uma ação na Wikipédia nos últimos 30 dias), e o número de administradores é de 15.
No final de 2013, a Wikipédia em croata recebeu atenção da mídia internacional devido a promoção de uma visão de mundo fascista, bem como preconceito contra os Sérvios da Croácia e propaganda anti-LGBT através de revisionismo histórico e negando ou diminuindo a gravidade dos crimes cometidos pelo regime Ustaše.
Ao longo de 2014, menos de duas dezenas de editores fizeram mais de 100 edições por mês; cerca de 150 fizeram mais de 5 edições de um mês. Mais de 500 artigos são classificados como destaque (em croata:  Izabrani članci).

## Análise de confiabilidade em 2011
Em um estudo realizado por Kubelka e Šoštarić a partir de 2011, a confiabilidade da Wikipédia croata foi comparado com a Enciclopédia Croata — a enciclopédia nacional croata. Vinte e quatro revisores, especialistas em áreas específicas, analisaram uma seleção representativa de artigos de acordo com os parâmetros de informatividade, precisão da informação apresentada, suficiência, direção e objetividade. Os artigos foram analisados em 11 categorias temáticas: artes e cultura; história e biografias; medicina e saúde; tecnologia e ciência aplicada; geografia; religião; ciências; matemática e lógica; filosofia; esporte e sociedade; e ciências sociais. Os artigos foram classificados em categorias, utilizando técnicas de aprendizado de máquina e as estatísticas de peso das características foram calculadas usando — tf–idf. Um total de 500 artigos em 250 pares foram escolhidos aleatoriamente e classificados em categorias para servir como amostras representativas.
Em ambas as amostras, os fatos foram manualmente enumeradas — 3015 da Enciclopédia Croata e 3315 de Wikipédia croata. A comparação com o rigor factual mostrou que para cada erro na Enciclopédia Croata 2.25 erros foram encontrados na Wikipédia croata. A análise por categorias individuais mostrou que a maioria dos erros na Wikipédia em croata foram na categoria filosofia, onde, em média, dois erros a cada dez artigos foram encontrados. A única categoria onde a Enciclopédia Croata teve mais erros foi ciências naturais, onde a proporção foi de 1,25:0.75 em favor da Wikipédia croata. Desses erros factuais, a proporção foi de 21:12 para erros importantes e 34:23 para erros menores. A relação geral para erros factuais menores foi, portanto, menor, sendo a única exceção a categoria sociedade e ciências sociais, onde o índice de erro menor foi de 3:1.
A análise de confiabilidade para a Wikipédia em croata indicou que 74% dos artigos estavam livres de erros e 11% tinham erros menores. Os principais erros factuais foram encontrados em 5% dos artigos, enquanto 4% dos artigos apresentaram erros maiores e menores. Em geral, 85% dos artigos foram considerados "satisfatórios" (sem erros e contendo pequenos erros), enquanto que, em comparação, 92% dos artigos na Enciclopédia Croata alcançaram a mesma classificação. Quarenta por cento dos artigos na Wikipédia croata foram avaliados como suficientemente informativos, em oposição a sessenta e dois por cento dos artigos na Enciclopédia Croata. Dezesseis por cento dos artigos de Wikipedia croata foram avaliados como "insuficientemente informativos", em oposição a cinco por cento dos artigos da Enciclopédia Croata. O critério de objetividade mediu o ponto de vista neutro em artigos; 91% dos artigos da Wikipédia croata foram considerados neutros, em oposição a 98% na Enciclopédia Croata. Dois por cento dos artigos da Wikipédia croata foram avaliados como não-neutros, em oposição a zero na Enciclopédia Croata. De acordo com sua preferência subjetiva, os revisores escolheram 53% dos artigos na Enciclopédia croata como sua versão de artigo preferida, enquanto apenas 19,5% dos artigos da Wikipédia eram preferidos, sendo 27% dos artigos avaliados como de qualidade igual.

## Controvérsia sobre o viés de extrema-direita em 2013

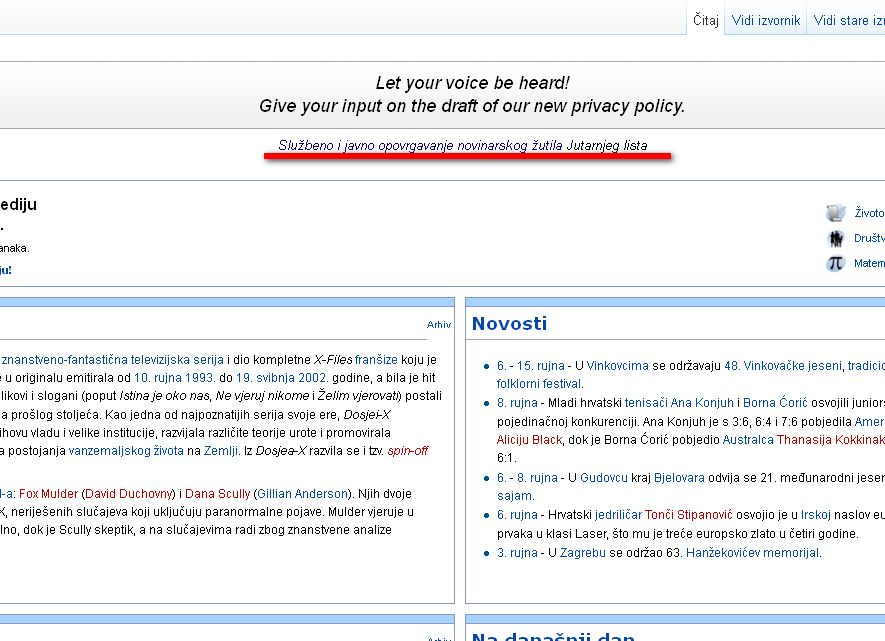
Sitenotice que traduz a "Refutação oficial e pública do jornalismo marrom da Jutarnji list"

### Cobertura da mídia sobre preconceito
Em setembro de 2013, reclamações sobre o viés de extrema-direita de administradores e editores na Wikipédia em croata começou a receber atenção da mídia, após o lançamento de uma página do Facebook intitulada Razotkrivanje sramotne hr.wikipedije (Expondo a desgraçada hr.wikipedia), que foi criada com a intenção de trazer a atenção para os problemas. Os exemplos relatados de viés incluem o revisionismo histórico, como a redução e a negação dos crimes cometidos pela Ustaše e igualando o anti-fascismo com formas de totalitarismo. Outros problemas incluídos foram o preconceito contra Sérvios da Croácia e a população LGBT. Os editores que tentaram remover as seções tendenciosas foram assediados pelos administradores e receberam rapidamente bloqueios permanentes sob vários pretextos. O problema foi relatado pela jornal croata Jutarnji list e até fez a primeira página da edição impressa em 11 de setembro de 2013.

### Declarações de Željko Jovanović
Dois dias depois, o Ministro da Ciência, da Educação e do Desporto da Croácia, Željko Jovanović, pediu aos alunos e estudantes na Croácia para evitar o uso da Wikipedia croata. Em uma entrevista dada para Novi list, Jovanović, disse que "a ideia de abertura e relevância como fonte de conhecimento que a Wikipedia poderia e deveria representar foi completamente desacreditada – que, com certeza, nunca foi o objetivo dos criadores da Wikipédia nem o grande número de pessoas ao redor do mundo que compartilham seus conhecimentos e horas usando esse meio. Os alunos croatas foram injustiçados por isso, por isso devemos avisá-los, infelizmente, que uma grande parte do conteúdo da versão croata da Wikipedia não é apenas duvidosa, mas também [contém] falsificações óbvias e, portanto, convidamos-os a usar fontes de informação mais confiáveis, que incluem a Wikipedia em inglês e em outras principais línguas do mundo." Jovanović também comentou sobre os editores croatas da Wikipédia — chamando-os de "grupo minoritário que usurpou o direito de editar a Wikipedia em língua croata".

### Entrevistas com historiadores
Em uma entrevista dada para Index.hr, Robert Kurelić, um professor de história na Universidade Juraj Dobrila de Pula, comentou que "a Wikipedia croata é apenas uma ferramenta usada por seus administradores para promover suas próprias agendas políticas, dando fatos falsos e distorcidos". Como dois exemplos particularmente proeminentes, ele listou a cobertura da Wikipedia na Croácia sobre o termo Istrijanstvo (regionalismo Ístria), que é definido como um "movimento fabricado para reduzir o número de Croatas", e antifašizam (Antifascismo), que segundo ele é definido como o oposto do que ela realmente significa. Kurelić ainda falou "que seria bom se um número maior de pessoas se envolvesse e começasse escrevendo na Wikipedia", porque "os administradores querem explorar estudantes do ensino médio e universitário, os usuários mais comuns da Wikipédia, para mudar suas opiniões e atitudes, o que apresenta um problema sério".
Snježana Koren, uma historiadora da Faculdade de Ciências Sociais e Humanas, da Universidade de Zagreb, julgou os artigos em disputa como "tendenciosos e maliciosos, em parte, até mesmo analfabetos", em uma entrevista com a agência croata de notícias HINA. Ela ainda acrescentou que "estes são os tipos de artigos que você pode encontrar nas páginas de organizações e movimentos marginais, mas não deve haver lugar para isso na Wikipédia", expressando dúvidas sobre a capacidade de seus autores distinguir o bem do mal. Koren conclui que o motivo secreto de tais escritos é reabilitar o Estado Independente da Croácia, um estado-fantoche da Alemanha Nazista.

## Cronologia
- 16 de fevereiro de 2003: A Wikipédia em croata é iniciada com a criação da primeira edição da página principal.[20]
- 8 de fevereiro de 2004: 1.000 artigos.[20]
- Janeiro de 2005: 5.000 artigos.[20]
- 8 de outubro de 2005: 10.000 artigos.[20]
- 24 de março de 2006: 15.000 artigos.[20]
- 11 de agosto de 2006: 20.000 artigos.[20]
- 27 de abril de 2007: 30.000 artigos.[20]
- 21 de janeiro de 2008: 40.000 artigos.[20]
- 3 de dezembro de 2008: 50.000 artigos.[20]
- 8 de maio de 2009: 60.000 artigos.[20]
- 18 de outubro de 2009: 70.000 artigos.[20]
- 25 de abril de 2010: 80.000 artigos.[20]
- 20 de novembro de 2010: 90.000 artigos.[20]
- 7 de julho de 2011: 100.000 artigos.[20]